# Pop Cult
Pop Cult är den kosovoalbanska sångerskan Vesa Lumas tredje och senaste studioalbum som släpptes 4 september 2013.
Flertalet av låtarna är producerade tillsammans med Lumas partner Big Basta. Bland låtarna finns Lumas bidrag till Festivali i Këngës 51, "S'jam perfekt", samt hennes sommarhit "Amanet".

## Låtlista
| Nr           | Titel                          | Text         | Kompositör/musik  | Längd |
| ------------ | ------------------------------ | ------------ | ----------------- | ----- |
| 1.           | I ndaluar                      | Big Basta    | Big Basta         | 4:38  |
| 2.           | 24 orë                         |              | Darko Dimitrov    | 3:18  |
| 3.           | Amanet                         |              |                   | 3:37  |
| 4.           | S'jam perfekt                  |              | Florent Boshnjaku | 3:27  |
| 5.           | Edhe një fundvit               |              |                   | 4:09  |
| 6.           | Supersticious (ft. Jon Tarifa) |              |                   | 3:51  |
| 7.           | Youtube                        |              |                   | 3:20  |
| 8.           | Boom (ft. Big Basta)           |              |                   | 4:04  |
| 9.           | Vetëm                          |              | Pirro Çako        | 3:41  |
| 10.          | Nuk do flejmë                  |              |                   | 3:36  |
| 11.          | Sa mall                        |              |                   | 3:02  |
| Total längd: | Total längd:                   | Total längd: | Total längd:      | 40:42 |